# 呂彥青
呂彥青（1996年3月10日—）是台灣職業棒球選手，司職投手，現效力於中華職棒中信兄弟，前為日本職棒阪神虎二軍。

## 生平
呂彥青出生於高雄市，自小接受正式棒球訓練，就學於中正國小、大仁國中、三民高中。
他參與2013年玉山盃，在預賽及複賽階段共先發16局無失分。原定在冠軍賽中擔任先發，因手肘傷勢而未出賽；該屆冠軍由桃園縣（平鎮高中組成）贏得，他則贏得投手獎。他雖因此入選2013年18U世界盃棒球賽中華隊，惟因傷勢於集訓時退出，改由林子崴替補。
傷癒復出後，他參與第一屆黑豹旗全國高中棒球大賽，在對新社高中、善化高中的賽事擔任先發，兩場均拿下勝投，並使球隊晉級八強。
呂彥青高中畢業後進入國立臺灣體育運動大學就讀。大一時即成為主力先發投手。
呂彥青自2017年11月旅外，3年日本職棒生涯未獲得一軍上場機會，2020年合約到期後未獲得阪神虎續約。
2021年中華職棒選秀會被中信兄弟以首輪第3順位選中。
2023年5月19日，中信兄弟作客新北市立新莊棒球場對戰富邦悍將，隊友鄭浩均擔任當日先發投手，接續由謝榮豪、吳俊偉上場中繼，9局下半球隊3:0領先局面呂彥青上場關門，主投1局，送出1次奪三振、1次四壞球，最後讓蔣智賢擊成游擊方向滾地球形成雙殺，結束比賽，完成聯盟史上首場投手群接力完成的無安打比賽。

## 經歷
- 高雄市苓雅區中正國小少棒隊
- 高雄市大仁國中青少棒隊
- 高雄市三民高中青棒隊
- 國立臺灣體育運動大學棒球隊（富邦公牛）
- 日本職棒阪神虎二軍（2018年－2020年）
- 中華職棒味全龍自主培訓（2021年3月14日－2021年6月11日）
- 中華職棒中信兄弟（2021年8月－）

## 成棒國手經歷
呂彥青入選2015年世界棒球12強賽中華隊，為該屆隊中最年輕的球員。他在官辦熱身賽中對美國先發，惟該屆賽會僅於預賽階段對加拿大中繼0.1局、面對2名打者。
- 2023年世界棒球經典賽中華隊
- 2026年世界棒球經典賽資格賽中華隊

## 生涯成績

### 中華職棒
| 年度 | 球隊     | 出賽 | 先發 | 勝投 | 敗投 | 中繼 | 救援 | 完投 | 完封 | 三振 | 四死 | 責失 | 投球局數 | 自責分率 | 被上壘率 |
| ---- | -------- | ---- | ---- | ---- | ---- | ---- | ---- | ---- | ---- | ---- | ---- | ---- | -------- | -------- | -------- |
| 2021 | 中信兄弟 | 13   | 11   | 2    | 3    | 0    | 0    | 0    | 0    | 55   | 32   | 31   | 60.2     | 4.60     | 1.48     |
| 2022 | 中信兄弟 | 51   | 1    | 1    | 2    | 9    | 20   | 0    | 0    | 52   | 18   | 14   | 63.2     | 1.98     | 1.05     |
| 2023 | 中信兄弟 | 54   | 0    | 4    | 5    | 7    | 22   | 0    | 0    | 68   | 22   | 25   | 58.2     | 3.84     | 1.26     |
| 2024 | 中信兄弟 | 54   | 0    | 4    | 2    | 24   | 3    | 0    | 0    | 42   | 18   | 25   | 54.0     | 4.17     | 1.35     |
| 合計 | 4年      | 172  | 12   | 11   | 12   | 40   | 45   | 0    | 0    | 217  | 90   | 95   | 237      | 3.61     | 1.28     |

## 外部連結
- 呂彥青的Facebook專頁
- 呂彥青的Instagram帳戶
- 呂彥青在美國職棒官網（英语）
- 呂彥青在中華職棒官網
- 呂彥青在Baseball-Reference.com（小聯盟以及海外聯盟）（英语）
- 呂彥青在Global Sports Archive（英语）
- 呂彥青在台灣棒球維基館上的頁面（繁體中文）

| 前任： 猛威爾 | 中華職棒無安打比賽締造者(與鄭浩均、謝榮豪及吳俊偉聯手締造) 2023年5月19日 | 繼任： 最近一次 |